# Похищение невесты

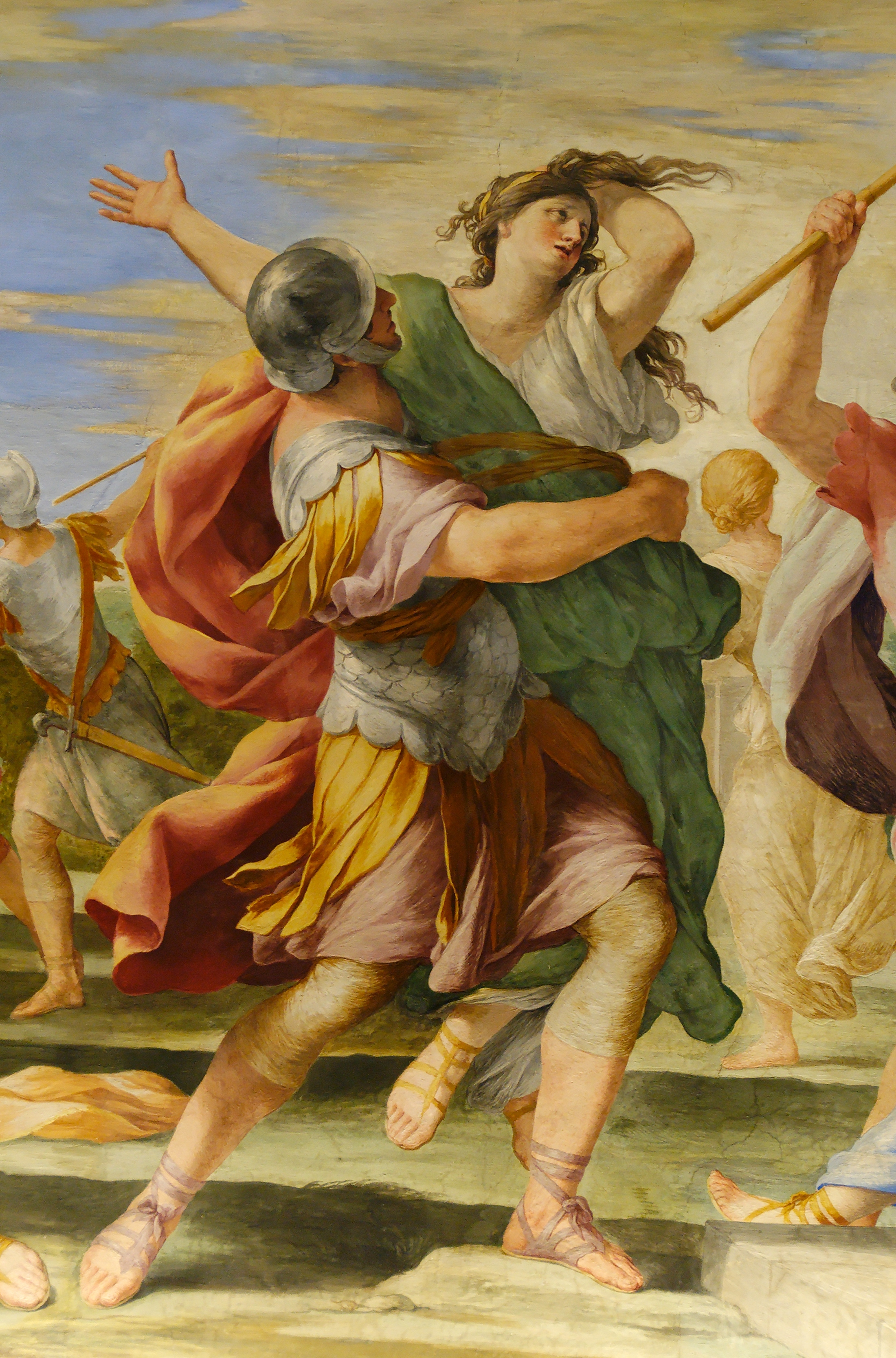
Д. Ф. Романелли — Похищение сабинянок (фрагмент), 1655—1658 годы. Лувр

Похищение невесты, или брак умыканием, — практика похищения невест и насильственной женитьбы, распространённая на Кавказе, в Кыргызстане, Казахстане, Эфиопии, Мексике и других странах и регионах, где сохранились подобные обычаи. На сегодняшний день в большинстве стран мира считается преступлением, а не законным видом брака.
Выгода похищения невесты для жениха заключается в том, что в этом случае ему не приходится платить родителям невесты калым. Обычно жених со своими друзьями или друзья жениха без его участия похищают невесту и привозят в дом жениха. Там родственники жениха стараются успокоить похищенную девушку и уговорить её выйти замуж за своего похитителя.
Впрочем, иногда похищение происходит «с ведома и согласия невесты» как обряд, позволяющий обойти некоторые другие традиционные запреты. Например, если младшая сестра по традиции не может выйти замуж раньше, чем старшая, то родители не могут дать благословения на брак, и поэтому младшую сестру «похищают». Через некоторое время молодые приходят к отцу невесты просить прощения, но он их «проклинает» и «изгоняет», однако с рождением первенца — «прощает».

## Древние упоминания
Обычай похищения невесты существовал с древних времен. Одни из первых упоминаний о нём мы можем встретить в Библии в описании войны между Израилем и коленом Вениамина, которая чуть не закончилась полным уничтожением последнего. Израильтяне поклялись не давать своих дочерей колену Вениамина, но смилостивившись, позволили 600 выжившим вениамитянам похищать себе невест во время ежегодного праздника в Силоме.
Несколько позднее, как упоминает один из поздних мидрашей, царь Саул из колена Вениамина оказался слишком робок, чтобы схватить одну из плясавших в виноградниках девушек, и она сама побежала за ним. С этим эпизодом связывается упрёк, который Саул бросит своему сыну Ионафану — «сын дерзкой женщины».

## У древних римлян

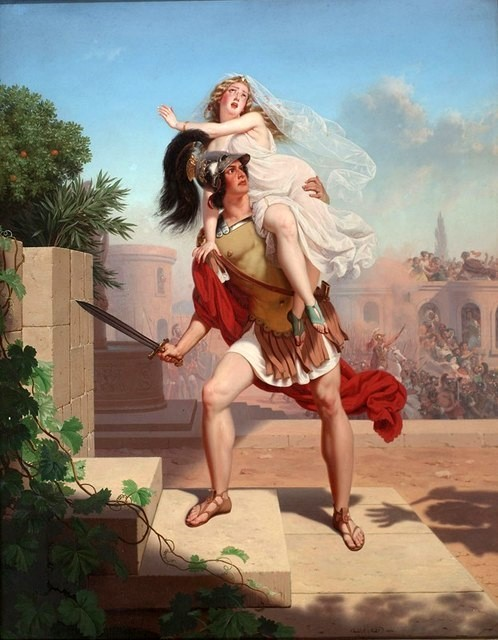
Ч. К. Наль — Похищение сабинянки (1870)

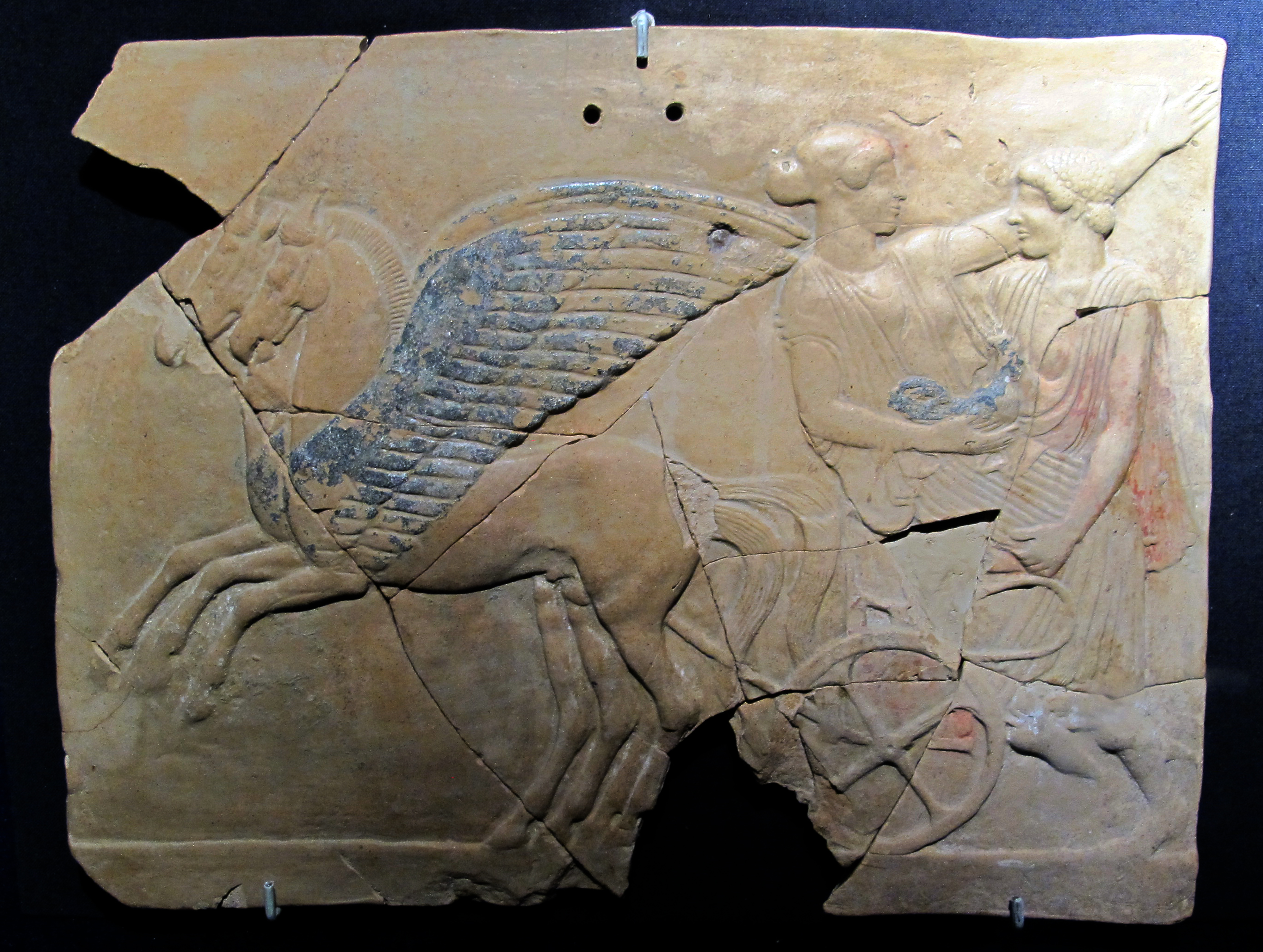
Пинака с мифологическим сюжетом похищения Персефоны, 460—450 год до н. э. Палаццо Массимо в Риме

Историю о похищении невест можно также встретить в предании об основании Рима, известную под названием похищение сабинянок. По рассказам римских историков, Рим был заселён одними только мужчинами; соседние племена не хотели выдавать своих дочерей замуж за бедное население Рима. Тогда Ромул устроил праздник консуалий и пригласил соседей. Те явились со своими семействами. Во время праздника римляне неожиданно бросились на безоружных и похитили у них девушек, что впоследствии привело к Сабинской войне. Свадьба с ритуалом похищения невесты с тех пор стала римским обычаем.
С принятием христианства данная практика была осуждена. В частности, 27-е правило Халкидонского собора (подтверждённое 92-м правилом Трулльского собора) гласит:
Похищающим жён для супружества, или содействующим, или соизволяющим похитителям святый Собор определил: Если будут клирики, низлагать со степени их; Если же миряне, предавать анафеме

## У славян
У древних славян — древлян, вятичей и радимичей — существовал обряд похищения невест (умыкание, увод). Во время игр и плясок мужчины выбирали себе невест и уводили с их согласия в свои дома. Вероятно, такие сборища устраивались весной и представляли важный аспект древнего культа. О популярности среди славян игрищ, где можно познакомиться и «поимать» (взять, договориться, сосвататься), «умчать» девицу говорят «Слово о твари» (XI век), «Устав святого Владимира» (X—XI века), «Устав князя Ярослава Владимировича» (XI век) и др. В «Повести временных лет» (XII век) Нестор Летописец отметил:

А древляне … умыкали девиц у воды. А радимичи, вятичи и северяне … устраивались игрища между сёлами, и сходились на эти игрища, на пляски и на всякие бесовские песни, и здесь умыкали себе жён по сговору с ними… Этого же обычая держались и кривичи, и прочие язычники, не знающие закона Божьего, но сами себе устанавливающие закон.

Выражение «играть свадьбу» напоминает о древних играх, во время которых проходило приобретение невест. В литературе часто встречается информация о том, что похищение невест происходило «у воды» во время празднеств во имя богини «женитвы» Лады, которые начинались ранней весной на Красную горку и продолжались до середины лета — дня Ивана Купалы. Это утверждение основано на ошибочном прочтении в тексте летописи слова «увод», то есть похищение невесты, как «у вод». У этнографов[каких?] же празднование «у вод» ассоциируется с Иваном Купалой. Так же увод можно трактовать как «у-вождение».
Насильственное умыкание невесты сохранилось среди славян даже после принятия христианства, отрицательного отношения церкви и установленного штрафа. Сохранился обычай в средневековой Польше, у чехов — до XVI века, у украинцев — до XVII века. Иногда подобные случаи происходили и в XIX веке — если невеста происходила из другой деревни. Распространено мнимое похищение — по взаимной договорённости парня и девушки против воли родителей невесты или с их тайного согласия (чтобы избежать расходов) или же самовольный уход девушки к жениху. На западе Болгарии инсценировали похищение невесты, веря, что это сулит богатый урожай. Умыкание легло в основу охотничьей и военной символики, отражённой в свадебном обряде. Среди южных славян обычай сохранился до 1800-х годов и назывался (в Сербии, Черногории, Хорватии, Боснии-Герцеговине) отмица. Согласно сербскому исследователю и фольклористу Вуку Караджичу, жених перед похищением невесты облачался по-военному, а похищение должно осуществляться насильно.
В более поздние времена традиция похищения невесты существовала в некоторых станицах близ реки Дон. Обычай попал туда вместе с бежавшими крестьянами в начале XV века. Само торжество свадьбы, как утверждают историки, очень напоминало традиции древних славян. Казаки до сих пор сохраняют обычай похищения невесты, но сейчас он несёт уже символический характер.

## У татар и башкир
В старину у татар и башкир, девушки, желающие выйти замуж за любимого человека, а не за того, за кого желают её выдать родители, сами договаривались с любимым человеком о похищении (кыз урлау). Через несколько дней после похищения молодые шли к родителям невесты за родительским благословением. Родители невесты были вынуждены признать этот брак. Таким образом, иногда похищение было способом обхода молодыми сопротивления на их брак родителей.
Однако, в отличие от кавказских и среднеазиатских народов, у татар и башкир похищение девушки, даже в старину, было чисто символическим актом, данью традициям и обычаям давно минувших дней.

## В Центральной Азии
В Центральной или Средней Азии похищение невест ныне распространён лишь у сельских киргизов и частично у сельских казахов и каракалпаков. До установления советской власти был крайне распространен у туркмен и хорезмских узбеков, частично у узбеков Ферганской долины и Ташкентского оазиса, а также у части уйгуров в Восточном Туркестане. У таджиков и памирцев похищение невест не распространено исторически. У разных народов Афганистана похищение невест встречается до сих пор.

## На Кавказе до революции и в советские времена
Исторически в России обычай похищения невесты был прежде всего распространён на Кавказе. Ещё до революции этот обычай стал преследоваться в уголовном порядке. В советские времена он подпадал под статью «Преступления, составляющие пережитки местных обычаев»:
Статья 233. Принуждение женщины к вступлению в брак или воспрепятствование вступлению в брак
Принуждение женщины к вступлению в брак или продолжению брачного сожительства либо воспрепятствование женщине вступить в брак, а равно похищение её для вступления в брак — наказывается лишением свободы на срок до двух лет.

## Похищение невесты в современной России
В современной России похищение невесты является преступлением. Уголовный кодекс РФ предусматривает за похищение человека наказание в виде тюремного заключения сроком до четырёх лет, однако по примечанию к этой статье (ст. 126 УК РФ) «Лицо, добровольно освободившее похищенного, освобождается от уголовной ответственности, если в его действиях не содержится иного состава преступления».
В 2008 году законодатели из Республики Ингушетия предлагали поправки в Уголовный кодекс России, предусматривающие наказание в виде лишения свободы на срок до трёх лет за похищение женщин с целью заключения брака. Госдума отклонила поправки ввиду того, что законопроект предусматривал необоснованное снижение наказания по сравнению с применяемой к таким случаям статьи 126 УК РФ, не учитывал конституционный принцип равенства полов и создавал почву для злоупотреблений при привлечении к ответственности похитителей.
Cлучаи похищения невесты, особенно в северокавказских республиках, всё ещё довольно часты. Международную огласку получило похищение в Махачкале студентки из Эстонии в августе 2006 года. За восемь месяцев 2007 года в прокуратуру республики Дагестан поступило 55 сообщений о похищении женщин с целью вступления в брак, но только в 17 случаях возбуждены уголовные дела. До суда дошло три уголовных дела.
Осенью 2010 года глава Чечни Рамзан Кадыров заявил, что искоренит навсегда из жизни общества в Чечне похищение девушек. При этом, до этого особенно активно похищались девушки в возрасте 13—15 лет.

## Похищение невесты в искусстве
- 1680 — «Повесть о Фроле Скобееве»
- 1796 — «Камилла» Фанни Берни

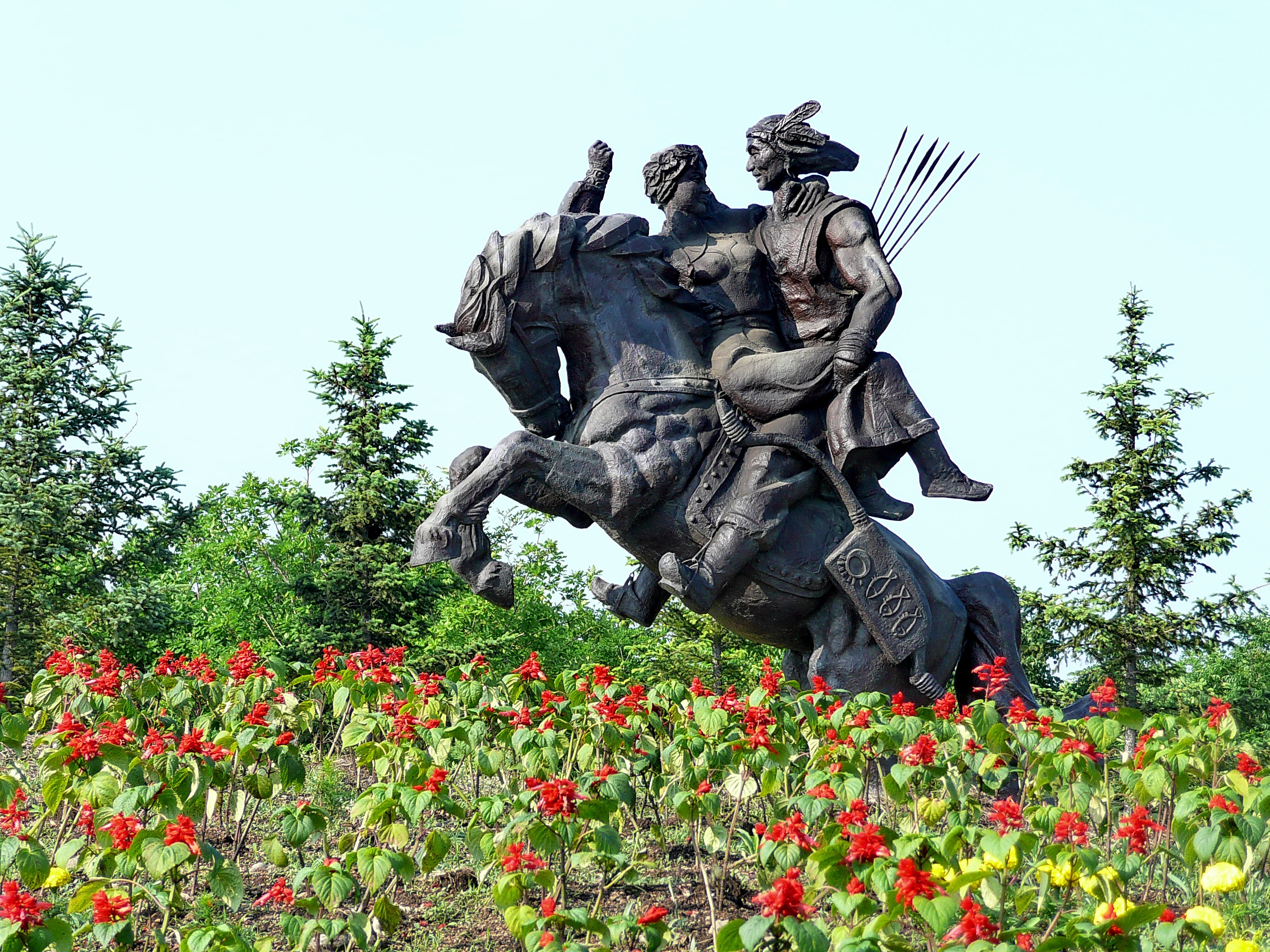
«Похищение невесты» — памятник в Нинъань (Китай)

- 1808 — баллада «Людмила» В. А. Жуковского
- 1835 — в повести Николая Гоголя «Старосветские помещики» упоминается, как молодой Афанасий Иванович Товстогуб «довольно ловко увёз» свою будущую жену Пульхерию Ивановну (вероятно, у Гоголя имеется в виду другое явление: похищение не по причине невозможности уплатить калым, а по причине отсутствия согласия на брак родственников невесты).
- 1861 — «Женитьба Бальзаминова (пьеса)» и её экранизации.
- 1867 — «Герой нашего времени» (I часть) М. Ю. Лермонтова.
- 1905 — рассказ «Одинокая велосипедистка» А. К. Дойля из сборника «Возвращение Шерлока Холмса».

### Кинематограф
- 1954 — фильм-мюзикл «Семь невест для семерых братьев» режиссёра Стэнли Донена (США).
- 1967 — фильм-комедия «Кавказская пленница, или Новые приключения Шурика» (СССР).
- 1970 — фильм «Самая красивая жена» (итал. La Moglie più bella) режиссёра Дамиано Дамиани (Италия). Основано на реальных событиях.
- 1977 — фильм «Молодецкие времена» режиссёра Эдуарда Захариева (Болгария).
- 1981 — фильм «Не бойся, я с тобой» (СССР).
- 1985 — фильм «Русь изначальная» (СССР).
- 2002 — фильм «Клуб похитителей» (The Abduction Club) режиссёра Стефана Шварца (Великобритания, Франция, Ирландия, Германия).
- 2007 — фильм «Светлая прохлада» (кирг. Боз салкын) Эрнеста Абдыжапарова (Киргизия).
- 2009 — фильм «Баария» (сиц. Baarìa) режиссёра Джузеппе Торнаторе (Италия).
- 2016 — фильм «Занавес» (Pərdə) режиссёра Эмиля Гулиева (Азербайджан, Россия)[14].